# Lonely Lisa
Lonely Lisa est une marque déposée le 15 juin 2007 par Mylène Farmer qu'elle destine aux produits dérivés de son conte Lisa-Loup et le conteur.
Le logo est une illustration de Mylène Farmer dans ce style lui appartenant.
En 2010, la chanson Lonely Lisa de l'album Bleu noir lui est consacrée.

## Site web
Dans une interview accordée, en août 2008, au magazine Têtu, Mylène Farmer annonce l'ouverture prochaine d'un site internet, première pour elle qui n'a toujours pas de site officiel, juste quelques sites ponctuels pour promouvoir tel ou tel événement attenant à sa carrière.
Le 15 septembre 2008, la société Stuffed Monkey, appartenant à Mylène Farmer, lance le site internet, qui se présente comme « le site communautaire de l’ennui ». 
Reprenant l’univers graphique des illustrations de "Lisa-Loup et le conteur", le site propose aux membres de s’échanger leurs créations artistiques : poésies, dessins, photos, etc.
Un membre un peu spécial nommé Lisa, laisse aussi ses créations, elles sont dans la même veine que les dessins de Mylène Farmer, toutes les divagations submergent les fans de Mylène Farmer, alors les rares commentaires de Lisa sur les travaux des autres membres sont surveillés.
La version 2 du site est lancée le 3 novembre 2009, elle fait apparaitre les coups de cœurs de Lonely Lisa, choisis parmi les créations des membres, et met à dispositions des dessins faciles à mettre en situation pour que les membres puissent faire des montages photos incluant Lonely Lisa.

## Autres domaines
La marque Lonely Lisa est enregistrée à l'INPI pour ces catégories:
- Bijoux
- Papeterie
- Accessoires en cuir (porte clés, porte-feuille...)
- Ustensiles de cuisine (verres, mugs...)
- Linge de maison
- Vêtements
- Décorations (tapis...)
- Jouets